# Hauptstrasse 275
Die Hauptstrasse 275 ist eine Schweizer Hauptstrasse im Kanton Aargau.

## Geografie
Die 6,7 Kilometer lange Strecke verbindet das Industrie- und Wohngebiet von Möhlin und Riburg mit der Autobahnzufahrt Rheinfelden-Ost an der A3. Sie beginnt südöstlich von Rheinfelden im aargauischen Fricktal, auf der rechten Seite des Magdenerbachs, auf 310 m ü. M. in einem Strassenkreisel an der Autobahnzufahrt. Neben der Bezirksschule Rheinfelden führt sie als «Riburgstrasse» nach Norden zur Kreuzung mit den Hauptstrassen 3 und 7. Mit diesen zusammen verläuft sie zwei Kilometer weit gegen Osten, bis sie bei einem Kreisel als «Industriestrasse» nach Norden abzweigt. Sie unterquert die Bözbergstrecke und erreicht das Industriegebiet westlich von Möhlin mit den Anlagen der Saline Riburg. Die Strasse umgeht das Wohngebiet von Riburg im Nordwesten, überquert den Möhlinbach und endet beim Kreisel Industriestrasse, südlich der historischen Industriesiedlung Bata Park.